# Овчинников, Игорь Васильевич
Игорь Васильевич Овчинников — российский физикохимик, профессор, доктор физико-математических наук, заслуженный деятель науки РФ (1999).

## Биография
Родился 20 сентября 1935 года.
Окончил физико-математический факультет Казанского государственного университета (1958) и его аспирантуру (руководитель — Семён Александрович Альтшулер). В 1963 году защитил кандидатскую диссертацию на тему «Некоторые вопросы теории магнитных явлений в ковалентных соединениях». Работал там же: старший преподаватель, с 1964 г. доцент кафедры теоретической физики.
С 1972 года старший научный сотрудник лаборатории ЭПР Казанского физико-технического института, с 1979 года заведующий лабораторией ЭПР и парамагнитной релаксации (в настоящее время — лаборатория молекулярной радиоспектроскопии).
В 1981 году защитил докторскую диссертацию:
- ЗПР координационных соединений в молекулярных средах с частичным ориентационным порядком : диссертация ... доктора физико-математических наук : 01.04.15. - Казань, 1980. - 325 с. : ил.

В том же году организовал в составе физической лаборатории химическую группу, которой были синтезированы первые в мире магнитные металлсодержащие жидкие кристаллы, проявляющие смектический мезоморфизм, и первые нематики.
Другие важные результаты:
- сформулированы критерии наличия жидкокристаллических свойств у комплексов элементов переходных групп;
- построена теория формы линии ЭПР в различных жидкокристаллических фазах и разработана оригинальная методика ЭПР исследования металломезогенов в тонких слоях, описана новая низкосимметричная фаза смектиков;
- создан банк данных по строению, структурной организации и физическим свойствам более 200 жидкокристаллических металлокомплексов.

Заслуженный деятель науки Российской Федерации (1999). Лауреат Государственной премии Республики Татарстан в области науки и техники (2001)